# Лаагна (Таллин)
Ла́агна (эст. Laagna) — микрорайон в районе Ласнамяэ города Таллина, столицы Эстонии.

## География

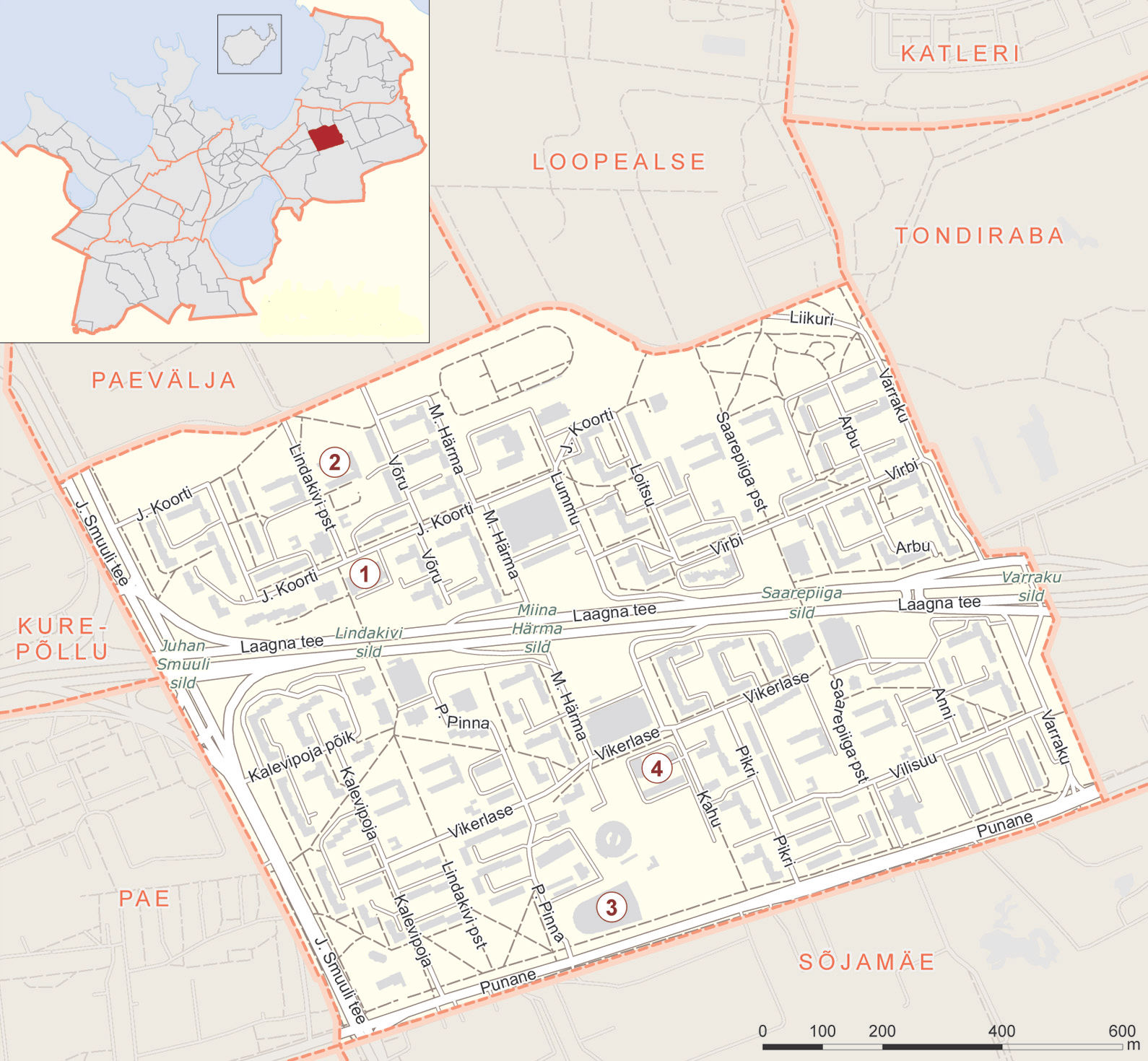
Карта микрорайона Лаагна

Расположен в восточной части Таллина. Граничит с микрорайонами Лоопеалсе, Тондираба, Сыямяэ, Паэ, Курепыллу и Паэвялья. Площадь — 1,05 км².  Плотность населения на 1 января 2023 года — 16586,8 чел/км².

## Улицы
По микрорайону проходят улицы Анни, Арбу, Варраку,  Викерлазе, Вилисуу, Вирби, Выру, Калевипоя, Калевипоя пыйк, Каху, Яана Коорта, Лаагна, Лийкури, Лойтсу, Лумму, Мийны Хярна, Пикри, Пауля Пинна, Пунане, Юхана Смуула.

## Население
В 2014 году население Лаагна составляло 24 251 человек, из них мужчин — 44 %; эстонцы составляли 24 % жителей микрорайона.
| Численность населения микрорайона Лаагна на 1 января по данным Регистра народонаселения | Численность населения микрорайона Лаагна на 1 января по данным Регистра народонаселения | Численность населения микрорайона Лаагна на 1 января по данным Регистра народонаселения | Численность населения микрорайона Лаагна на 1 января по данным Регистра народонаселения | Численность населения микрорайона Лаагна на 1 января по данным Регистра народонаселения | Численность населения микрорайона Лаагна на 1 января по данным Регистра народонаселения | Численность населения микрорайона Лаагна на 1 января по данным Регистра народонаселения | Численность населения микрорайона Лаагна на 1 января по данным Регистра народонаселения |
| 2008                                                                                    | 2010                                                                                    | 2011                                                                                    | 2012                                                                                    | 2013                                                                                    | 2014                                                                                    | 2015                                                                                    | 2016                                                                                    |
| --------------------------------------------------------------------------------------- | --------------------------------------------------------------------------------------- | --------------------------------------------------------------------------------------- | --------------------------------------------------------------------------------------- | --------------------------------------------------------------------------------------- | --------------------------------------------------------------------------------------- | --------------------------------------------------------------------------------------- | --------------------------------------------------------------------------------------- |
| 24 272                                                                                  | ↗24 440                                                                                 | ↘24 354                                                                                 | ↘23 985                                                                                 | ↗24 012                                                                                 | ↗24 251                                                                                 | ↗24 259                                                                                 | ↘24 159                                                                                 |
| 2017                                                                                    | 2018                                                                                    | 2019                                                                                    | 2020                                                                                    | 2021                                                                                    | 2022                                                                                    | 2023                                                                                    |                                                                                         |
| ↘24 093                                                                                 | ↗24 162                                                                                 | ↘23 647                                                                                 | ↘23 515                                                                                 | ↘23 202                                                                                 | ↘22 859                                                                                 | ↘22 558                                                                                 |                                                                                         |

## История
В советское время на территории современного микрорайона Лаагна находились II и III микрорайоны Ласнамяэ. 7 сентября 1979 года III микрорайон был переименован в «Кангеласте» («Героев»), но вскоре это решение было отменено.
В 1980 году в микрорайоне была открыта средняя школа № 13, которая в настоящее время носит название «Таллинская гимназия Лаагна». Построенный накануне Летних олимпийских игр 1980 года магазин «Котка» считается первым таллинским супермаркетом. 
- Фото: магазин «Котка» в начале 1980-х годов. Ajapaik

С 1988 до 1994 года в микрорайоне работал кинотеатр, в здании которого сейчас находится Культурный центр «Линдакиви» (Kultuurikeskus Lindakivi).
В 2003 году в Лаагна был построен спортивный зал Ласнамяэ для занятия легкой атлетикой. В зале есть беговая дорожка длиной в 200 метров и другие необходимые средства для занятия легкой атлетикой в помещении.

## Общественный транспорт
Через микрорайон проходят городские автобусные маршруты № 7, 12, 13, 31, 35, 44, 49, 50, 51, 53, 54, 55, 56, 58, 65, 67, 68.

## Галерея

Микрорайон Лаагна
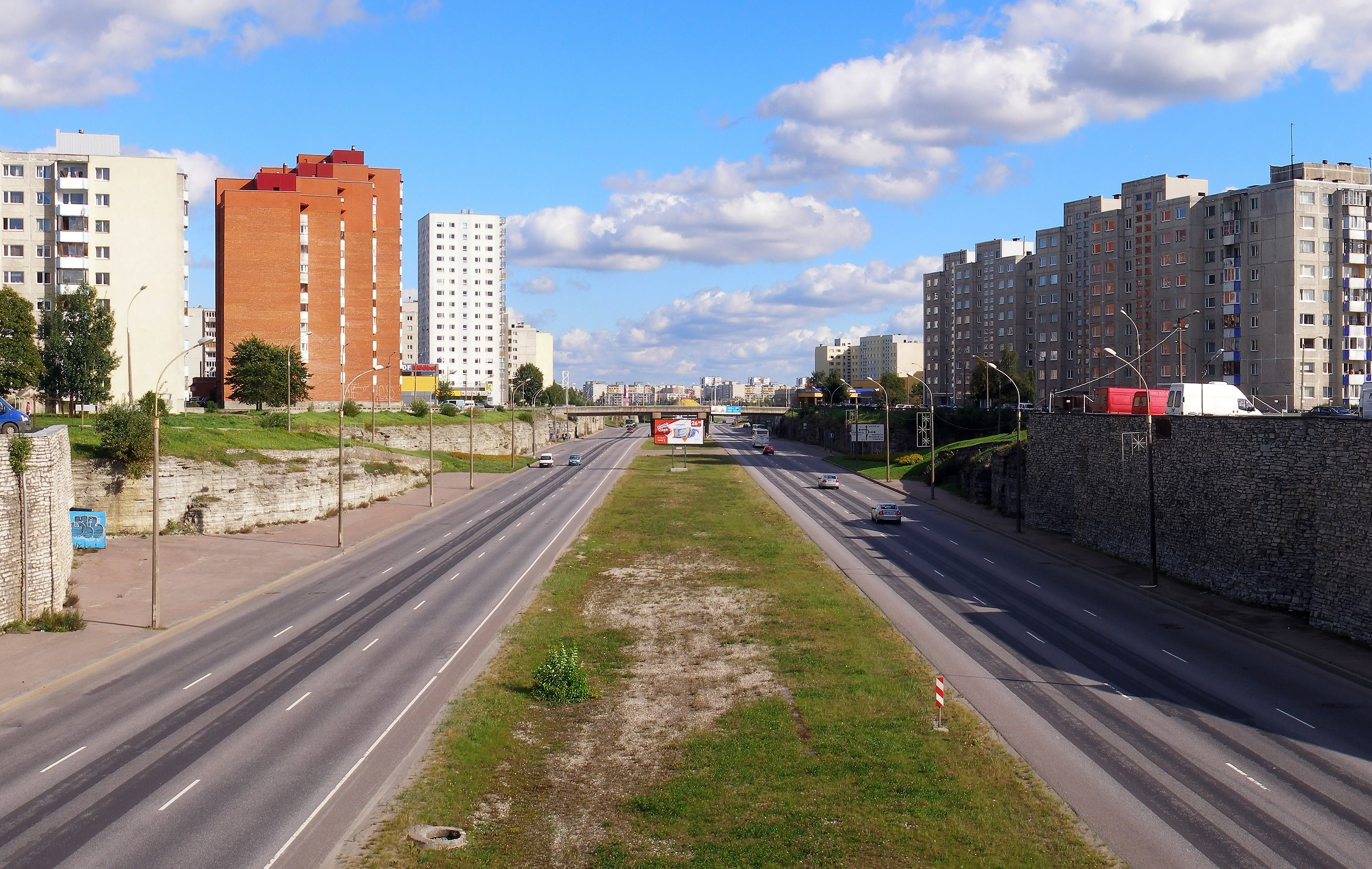
Улица Лаагна
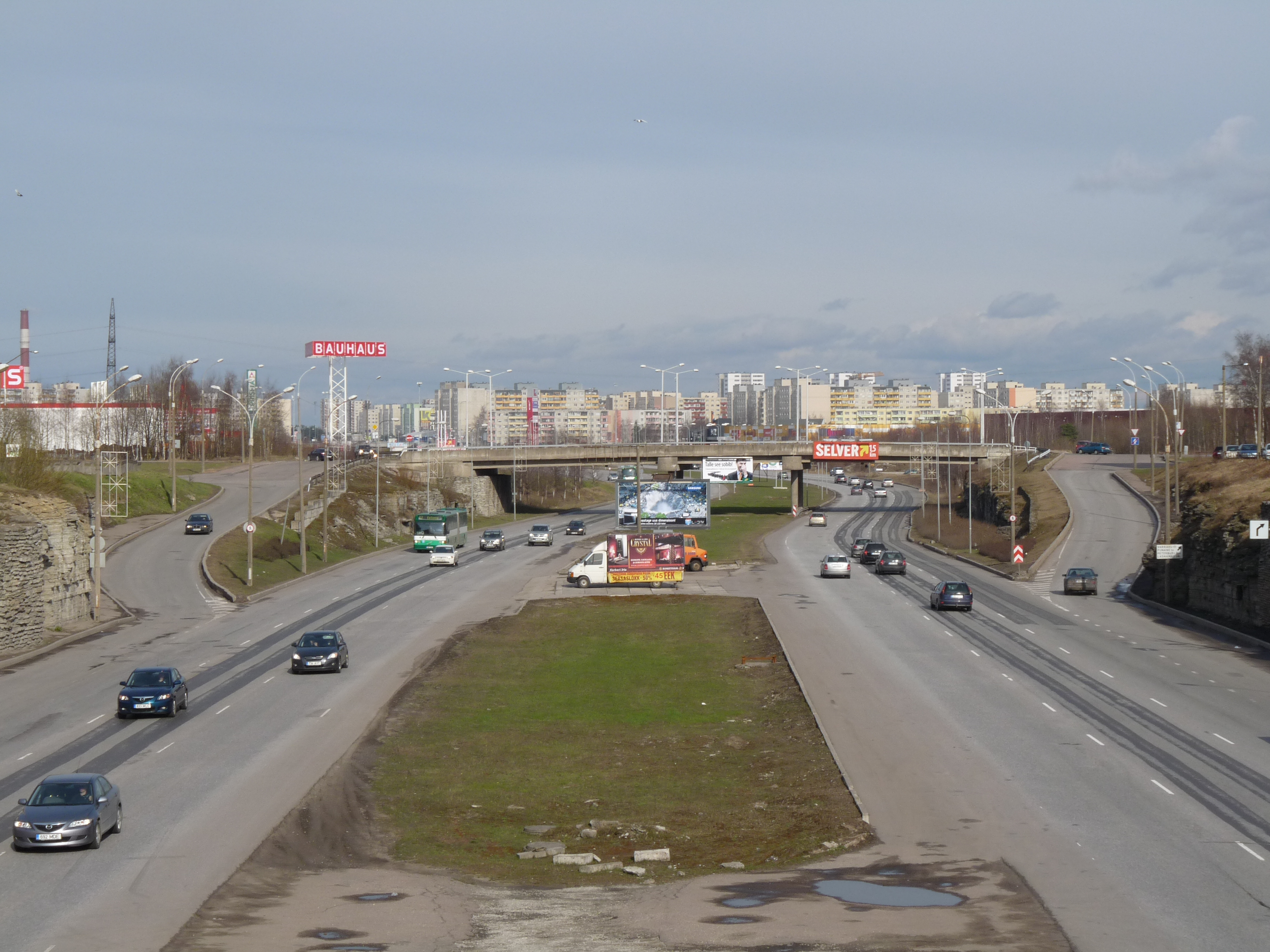
Мост Варраку
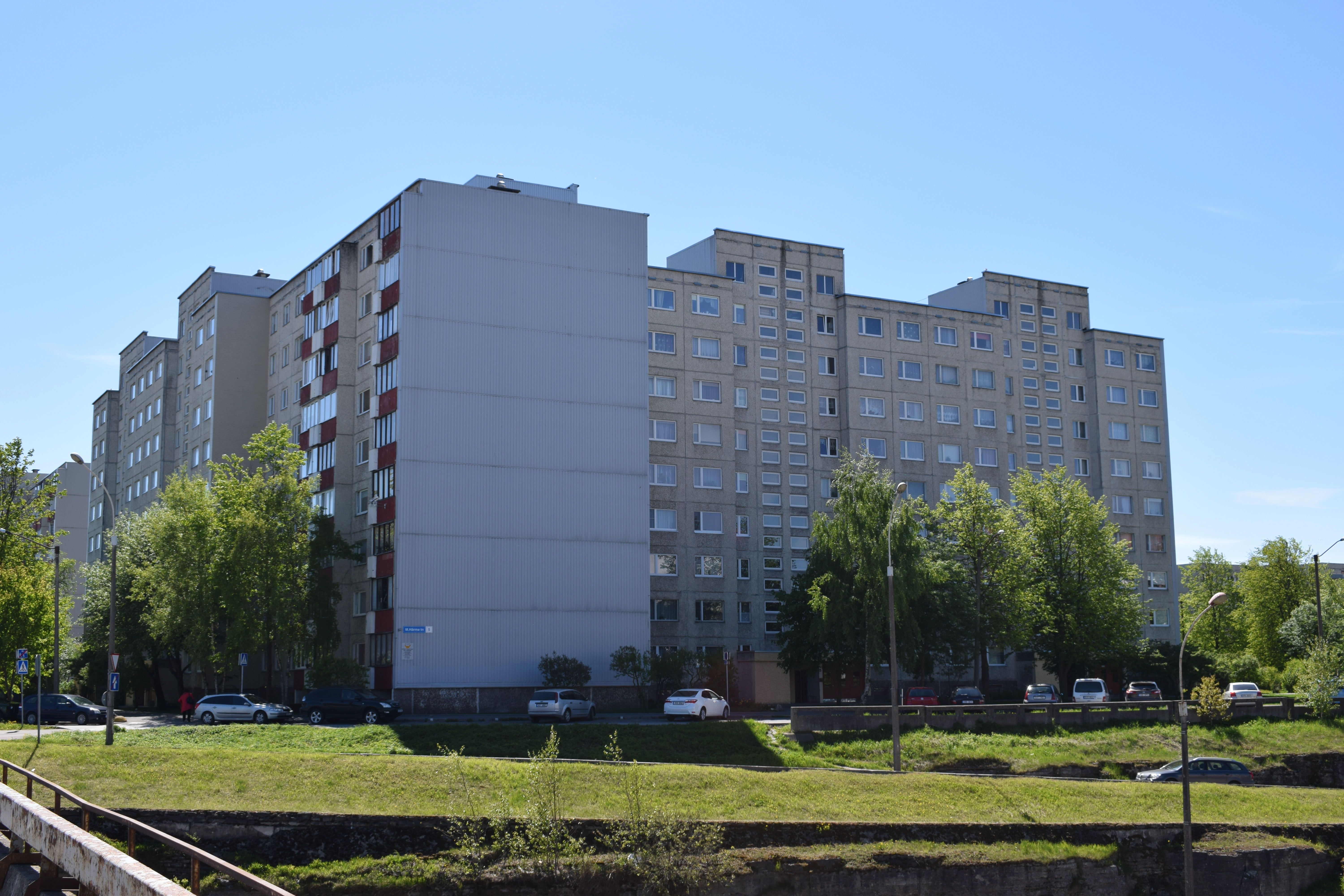
Улица Хярма
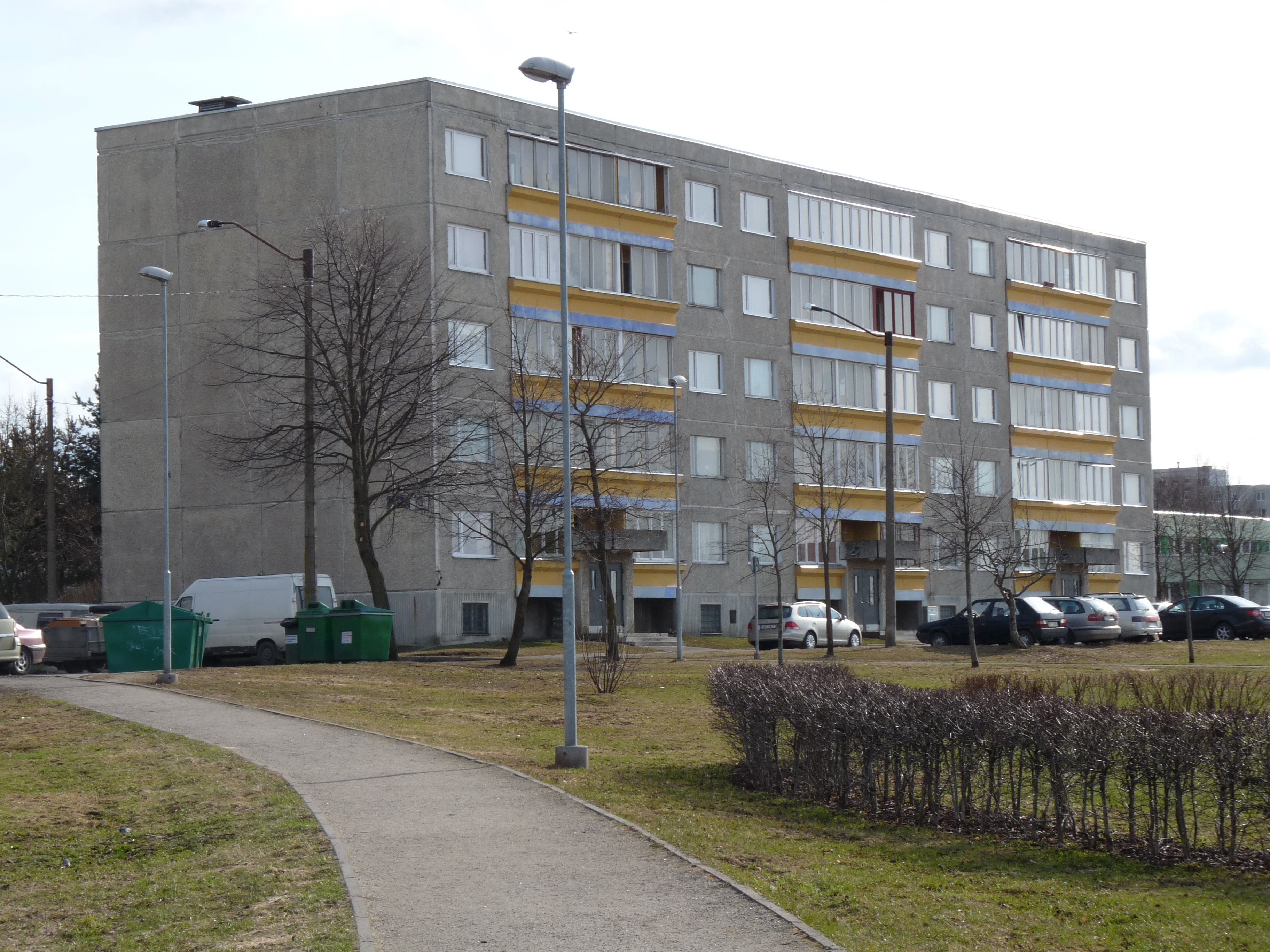
Улица Арбу
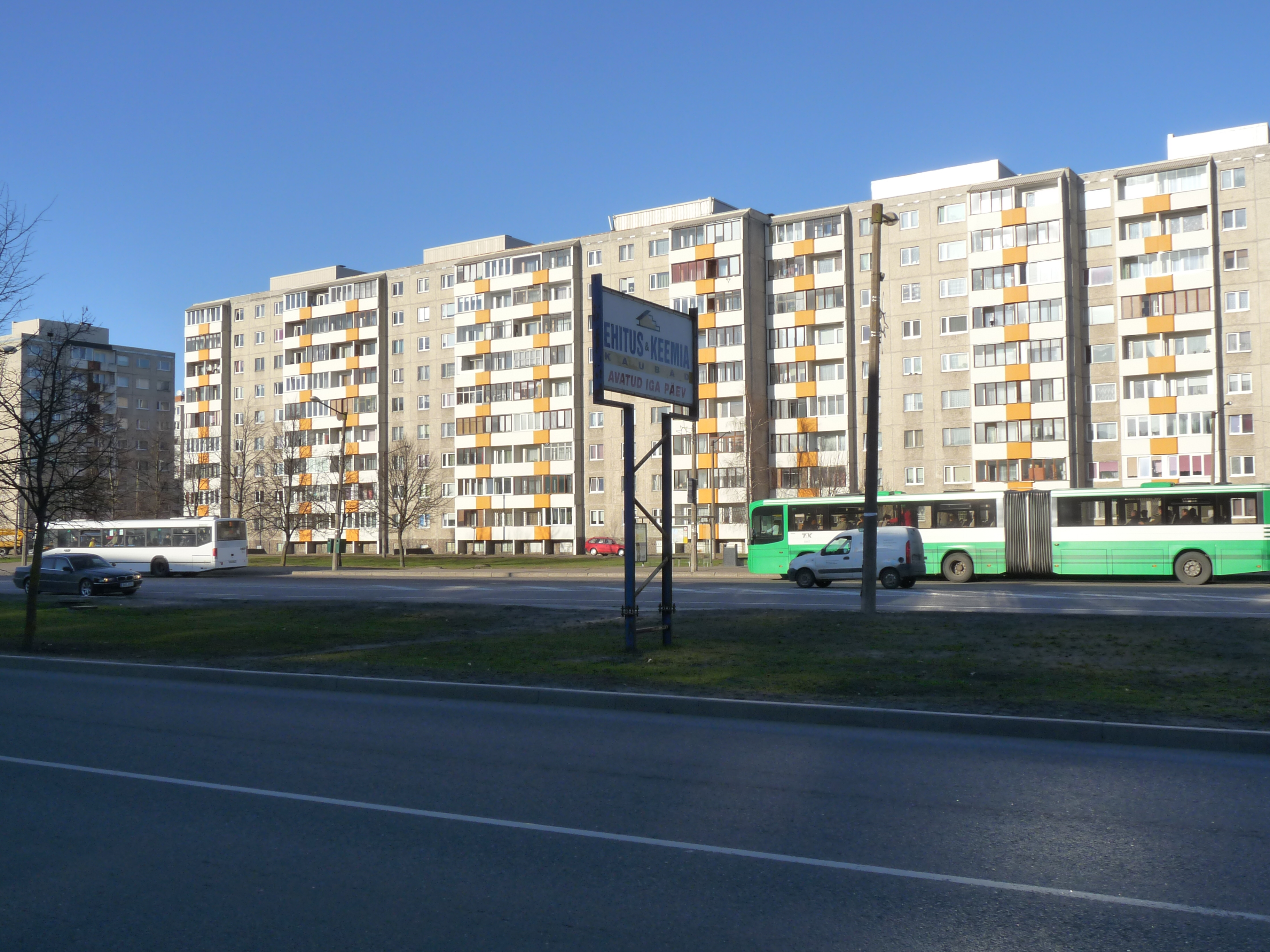
Улица Калевипоя
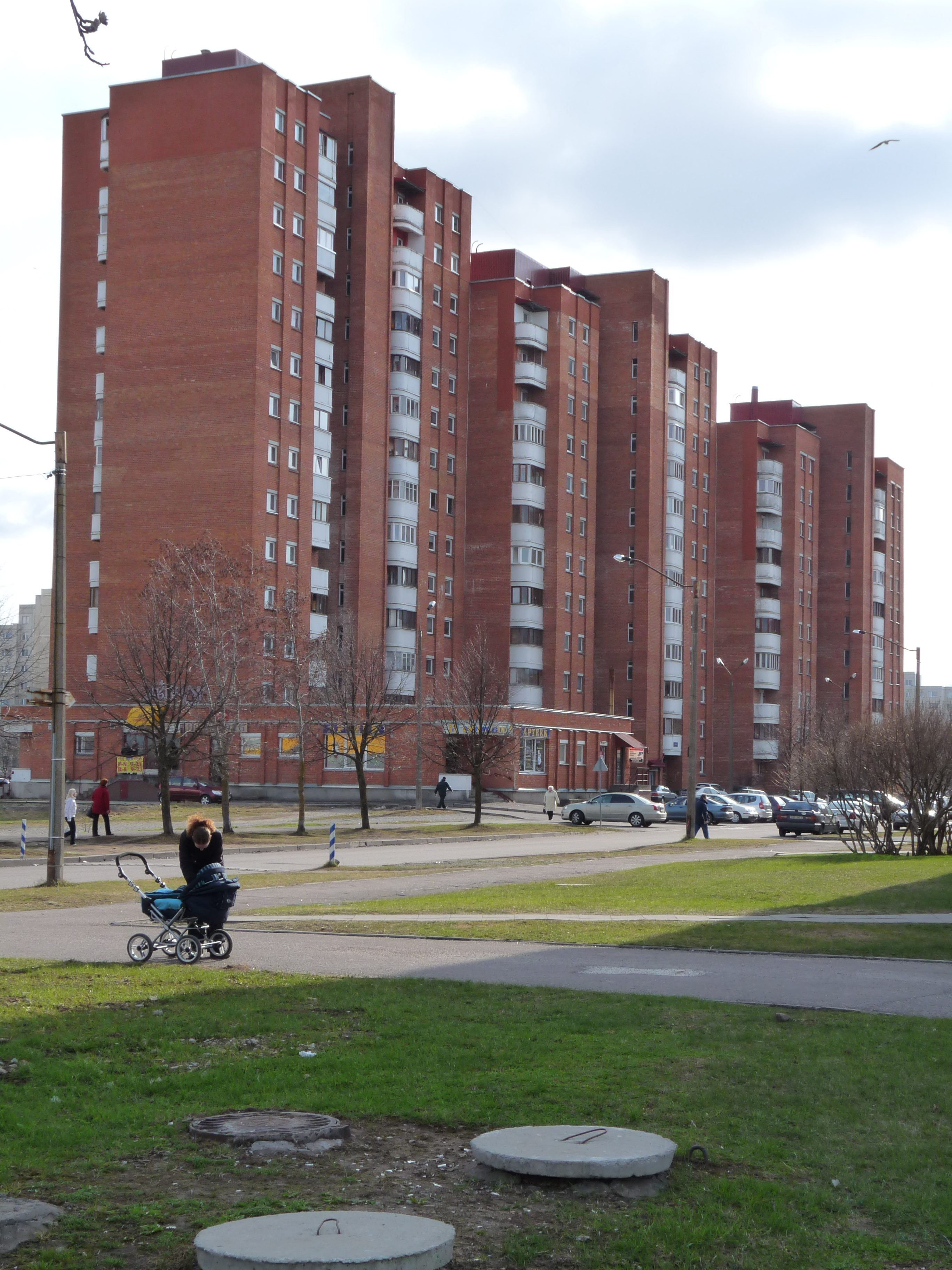
Улица Вирби
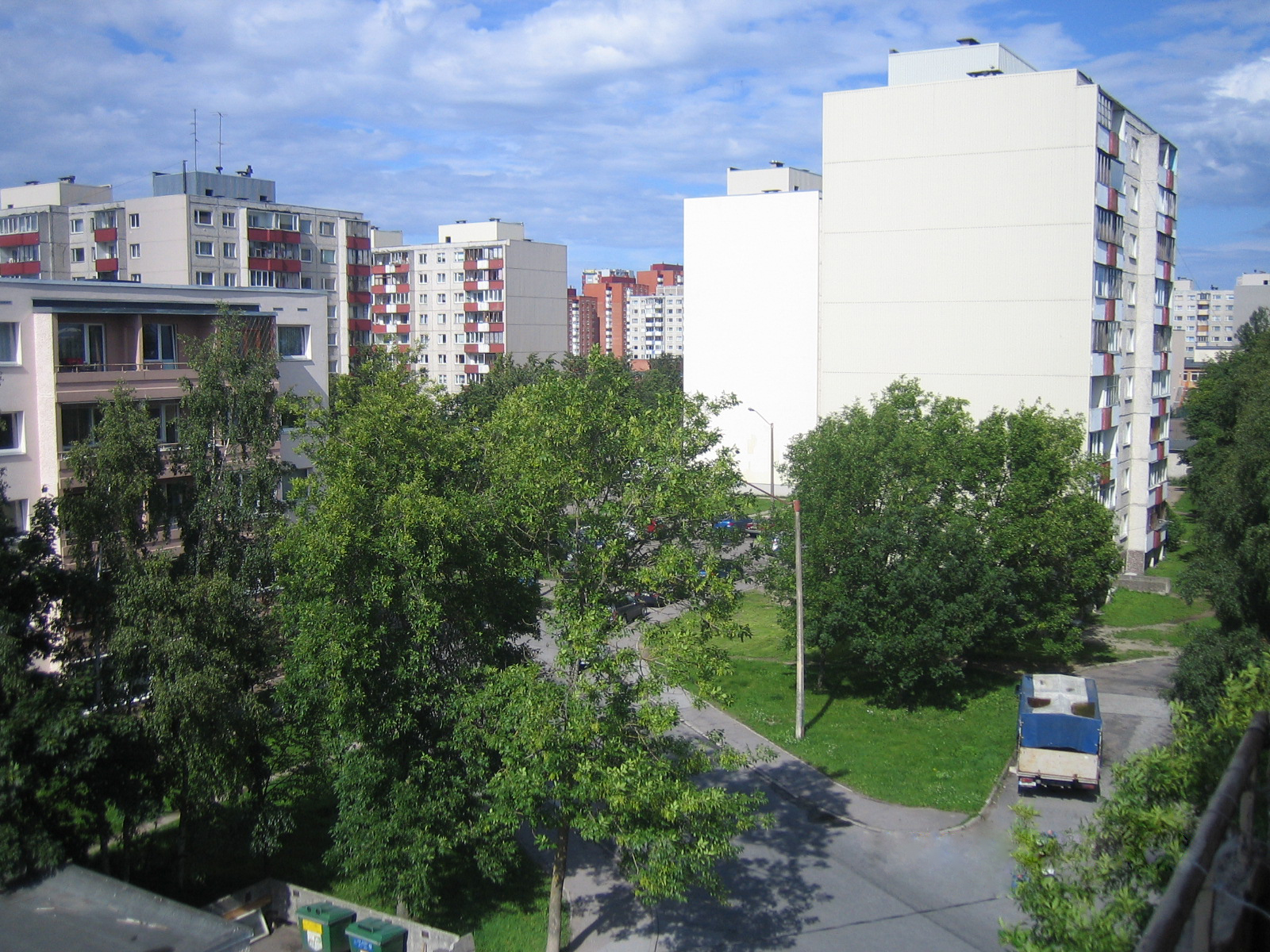
Улица Пинна
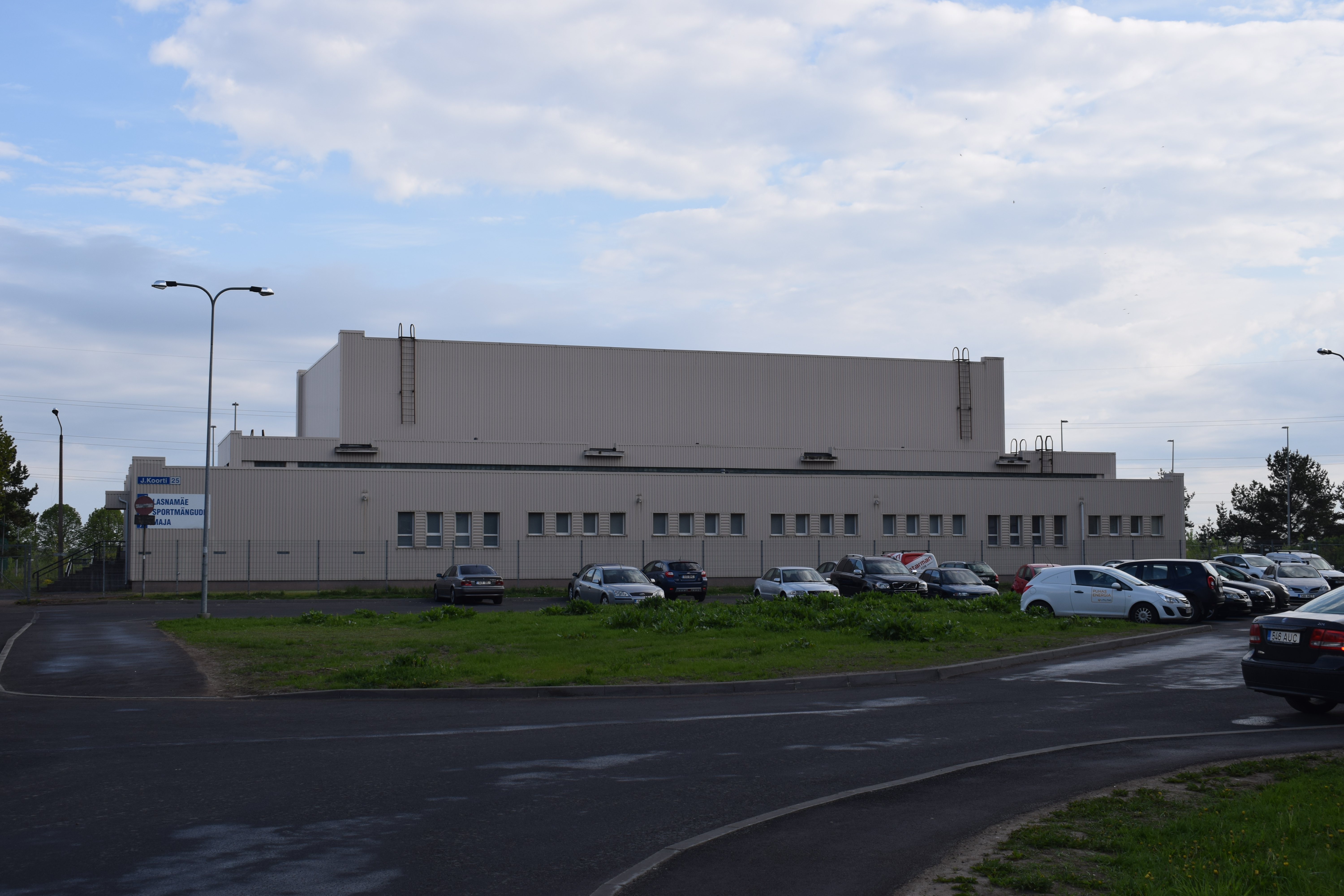
Ласнамяэский дом спортивных игр
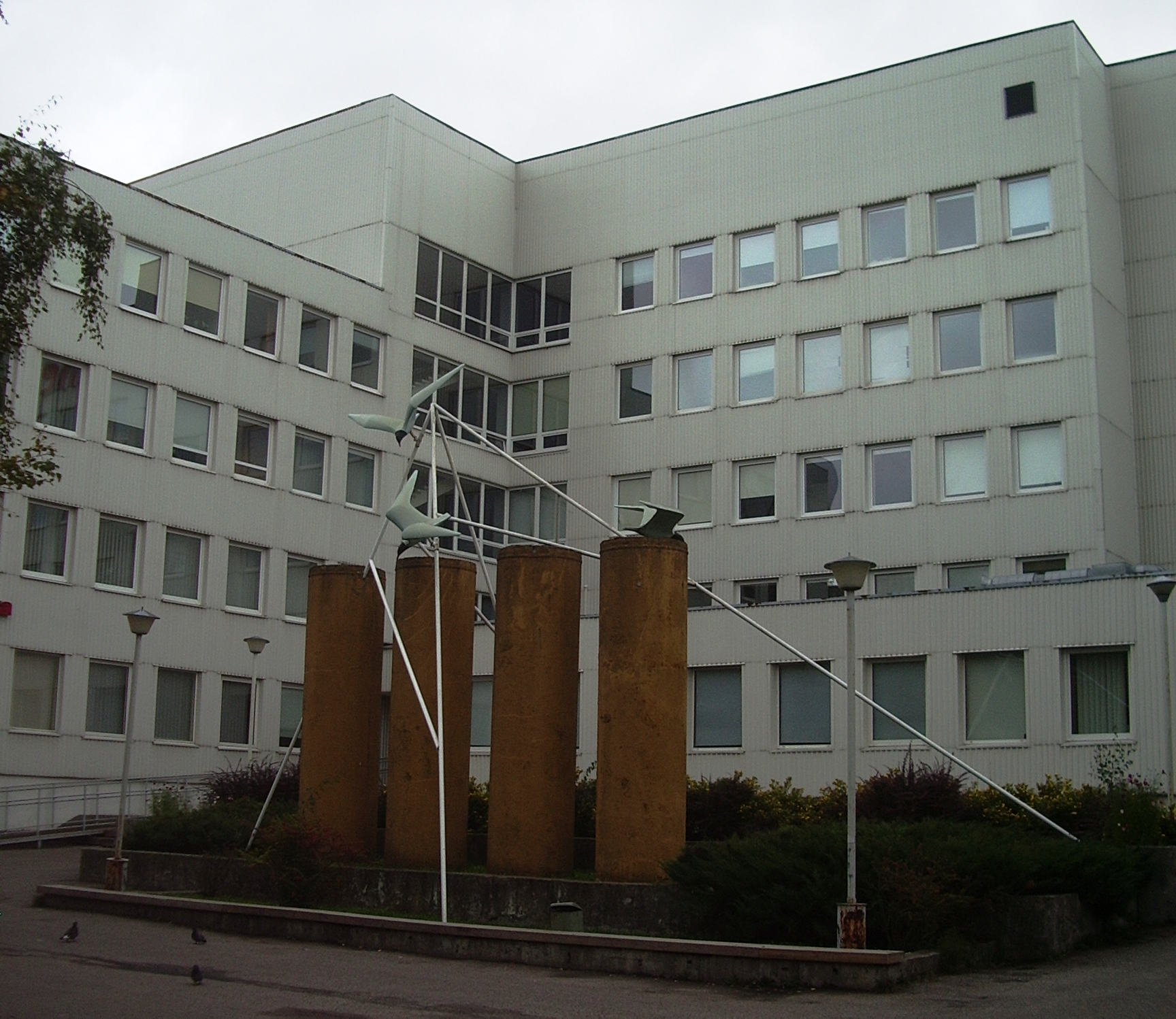
Центр здоровья «Medicum»
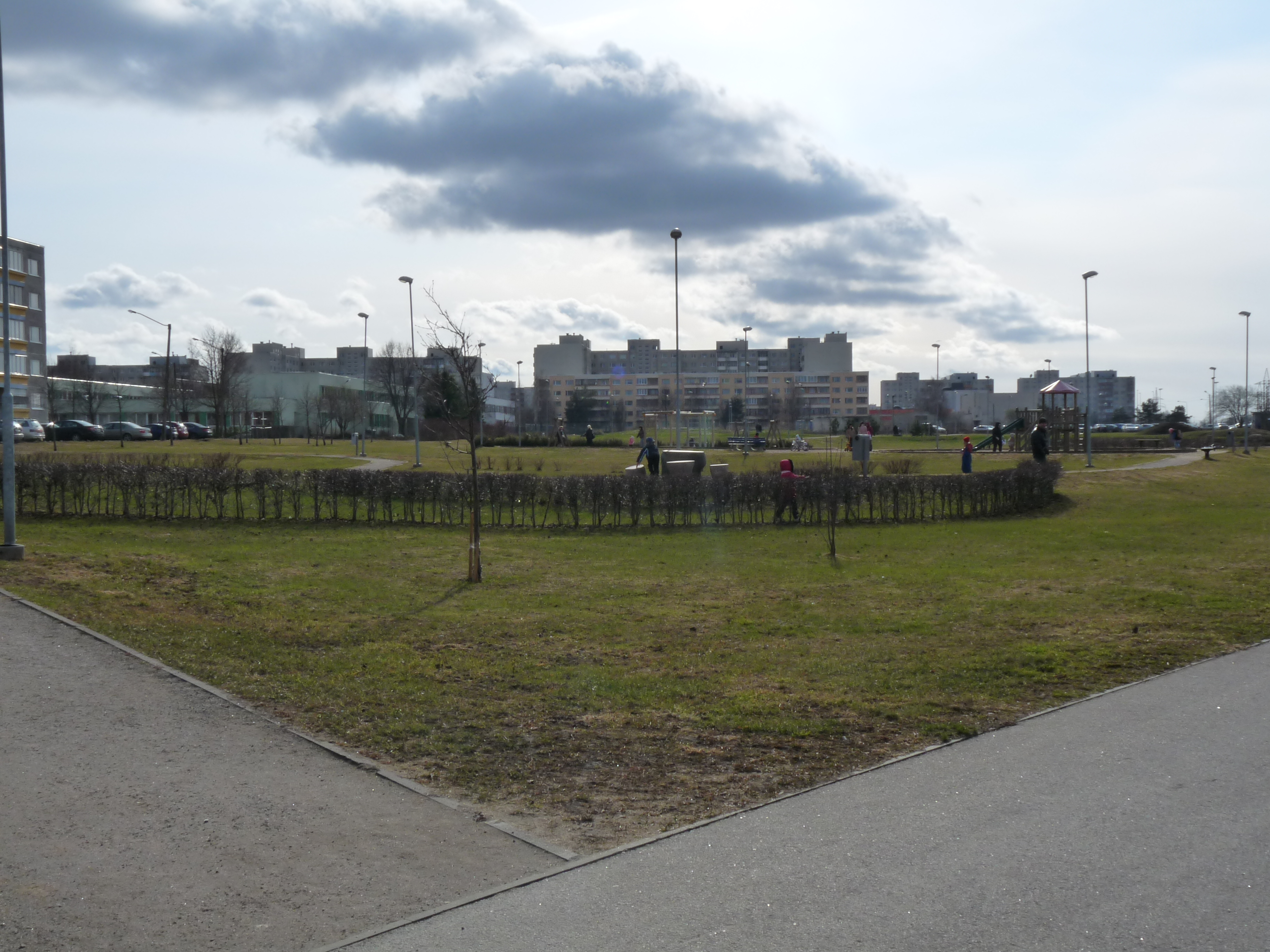
Парк Лаагна